# 市進ホールディングス
株式会社市進ホールディングス（いちしんホールディングス）は、首都圏で学習塾「市進学院」・「市進予備校」などを展開する市進教育グループの持株会社。東京証券取引所スタンダード市場上場。学研ホールディングス連結子会社。

## 沿革
- 1965年5月 - 梅田威男が、個人経営の「真間進学会」創業。
- 1970年12月 - 移転して、「市川進学教室」に改称。
- 1975年6月 - 株式会社市川進学教室設立。
- 1979年2月 - 株式会社市進教育センターを設立して、「市進予備校」を開設。
- 1981年11月 - 株式会社市進教育センターが株式会社市川進学教室を合併。
- 1984年10月 - 株式会社市進に社名変更。「市川進学教室」を「市進学院」に改称。
- 1986年3月 - 教材印刷・配送事業の子会社・株式会社友進を設立。
- 1996年7月 - 株式を店頭公開（現在のスタンダード市場）。
- 1999年5月 - 個別指導事業の子会社・株式会社個学舎を設立。
- 2009年4月16日 - 持株会社制の準備として、子会社として株式会社市進準備会社、株式会社市進ウイングネット（現・株式会社ウイングネット）、株式会社市進綜合研究所の3社を設立。
- 2010年3月1日 - 会社分割（吸収分割）を実施して、事業を子会社3社に承継させて、持株会社制に移行。（旧）株式会社市進は株式会社市進ホールディングスに、子会社の株式会社市進準備会社は（新）株式会社市進に、それぞれ社名変更。
- 2011年11月 - 株式会社学研ホールディングスと資本業務提携。
- 2014年5月 - 株式会社学研ホールディングスとの資本業務提携強化を発表。6月に同社が第三者割当増資や自己株式処分を引き受け、持株比率を18.43%とした。
- 2014年11月 - 株式会社友進を吸収合併。
- 2017年5月 - 株式会社学研ホールディングスが株式を追加取得し、持株比率（議決権所有割合ベース）が31.47%となる。
- 2019年8月 - 株式会社学研ホールディングスを割当先とする自己株式処分を行い、同社の持株比率（議決権所有割合ベース）が37.66%となる。
- 2023年7月 - 取締役の9人のうち5人が学研HDのグループ会社と兼任する状況となり、学研HDの連結子会社化。

## 子会社
- 株式会社市進ホールディングス - 学習塾・予備校運営
  - 学習塾「市進学院」（小中学生対象）
  - 予備校「市進予備校」（高校生対象）
  - 英才教育専門教室「パンセ」（小学生低学年対象）
  - 株式会社市進ラボ - 幼児教育・学童保育事業
  - 桐杏学園
- 株式会社茨進　-　茨城県における学習塾運営
- 株式会社ウイングネット - 映像授業「市進ウイングネット」の外部販売
  - 市進ウイングネットの導入校契約推進
  - 自社ブランドへのシステム導入推進
- 株式会社個学舎 - 「個太郎塾」「プロ家庭教師ウイング」などを運営
- 株式会社アンドゥ - 「アンドー塾」などを運営
- ジャパンライム株式会社 - 映像企画制作・販売、ホームページ制作
- 株式会社江戸カルチャーセンター - 外国人向け日本語学校の運営
- 株式会社市進ケアサービス - 高齢者向け住宅・通所介護施設の運営
- 株式会社市進アシスト - 特例子会社

## 教育アライアンスネットワーク
市進ホールディングスと学研ホールディングスでは、2018年9月に塾・予備校などの民間教育機関の共同参画組織として教育アライアンスネットワークを立ち上げた。2018年10月現在、両社以外に進学会、ウィザス、ケイシングループ（啓真館・明修塾）の3社が加盟している。